# Metaphius Theodor August Langenbuch

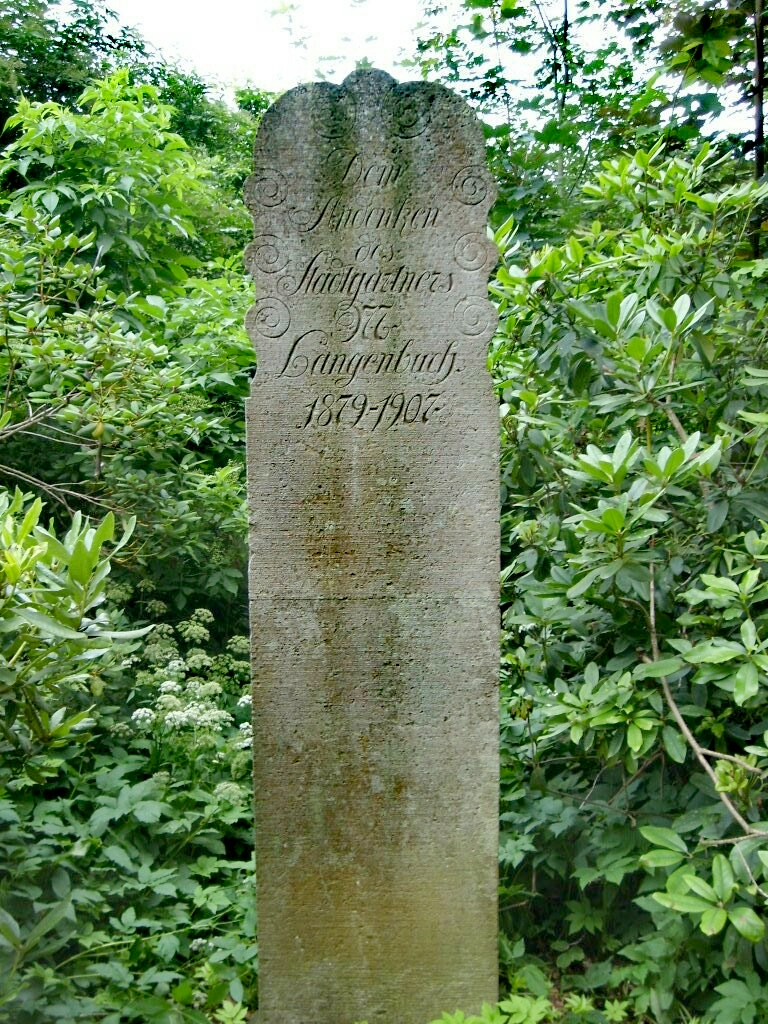
Denkmal für Langenbuch im Lübecker Stadtpark

Metaphius Theodor August Langenbuch (* 4. September 1842 in Eutin; † 2. Mai 1907 in Lübeck) war ein deutscher Gartenarchitekt und Stadtgärtner.

## Leben

### Herkunft
Langenbuch wurde geboren als Sohn eines Stadtmusikers in Eutin, der Residenzstadt des Fürstentums Lübeck, einer Exklave des Großherzogtums Oldenburg.

### Laufbahn
Nachdem Langenbuch das Eutiner Gymnasium besucht hatte, erlernte er von 1860 bis 1863 in der Großherzoglichen Hofgärtnerei Roese die Gärtnerei und war dann als Gehilfe in der von James Booth gegründeten Baumschule James Booth & Söhne in Altona (Flottbek), wo er bis 1864 für Konsul Gustav Wilhelm von Schiller (1803–1870) in Oevelgönne tätig war. In den Jahren 1864 und 1865 war er Hospitant bei der Gärtnerlehranstalt am Wildpark in Potsdam unter Peter Joseph Lenné. Danach arbeitete er kurzfristig für den preußischen Hofgärtner Hermann Mächtig und ab Mai 1866 unter Eduard Petzold im berühmten Landschaftspark des Fürsten Pückler in Muskau. Dort erhielt er manche Anregungen, die er später in Lübeck umsetzen konnte. 1867 kam er nach Schönhof bei Varel. Ab 1868 arbeitete er wieder in Altona, so in Nienstedten im Baumschulbetrieb von Friedrich Jürgens und als herrschaftlicher Obergärtner bei Konsul August Joseph Schön in Klein Flottbek.
Mit einem Zugeständnis seines zukünftigen Arbeitgebers, kleinere Auftragsarbeiten als Gartenarchitekt auf eigene Rechnung durchführen zu dürfen, wurde Langenbuch am 11. Januar 1879 als Stadtgärtner von der Hansestadt Lübeck angestellt. Bereits im ersten Sommer verschaffte er sich eine genaue Kenntnis über die seinerzeit etwas verwahrlosten Anlagen der Stadt. Schon im Dezember trat er daraufhin mit Vorschlägen an die Öffentlichkeit, wie dem alten Baumbestand der Wälle eine längere Lebensdauer zu verleihen wäre. Diese Vorschläge, die auf ein Kappen und Ausasten der Bäume zielten, die schon unter Trockenheit der Wipfel litten, trugen ihm zunächst viel Widerspruch ein. Die illustrierten Sonntagsblätter jener Zeit stellten ihn als Verwüster der Anlagen dar, mit der für ihn typischen Pfeife im Mund und einer großen Säge unter dem Arm. Doch seine Maßnahmen waren erfolgreich.
Über mehrere Jahre hindurch führte Langenbuch die Auffrischung und teilweise Durchforstung der Anlagen durch und rettete sie so vor einer drohenden Verwilderung. Diese Unterhaltung der Anlagen blieb auf der Tagesordnung. So berichtete er immer wieder in den Sitzungen des Gartenbauvereins, in dem er von Anfang an eine rege Tätigkeit entwickelte, über das, was er für ihre Verschönerung plante. Dabei trat zum einen sein energisches Eingreifen selbst in vorhandene Schönheiten hervor, wenn es seiner Ansicht nach für die Weiterentwicklung und künftige Erhaltung der Pflanzungen erforderlich war, zum andern seine Liebe für das ganze Gebiet der Anlagen und auch für einzelne ihrer besonders schönen Punkte.
Die Baudeputation entsandte Langenbuch 1885 zur Internationalen Gartenbauausstellung nach Berlin, der dort seine Kenntnisse erweitern und Anregungen sammeln sollte. Der Volkspark Friedrichshain gab ihm die Anregung, wie man die Partie am alten Stadtgraben in der Nähe der Sternwarte durch das teilweise Zuschütten des Grabens und die Schaffung einer bis an die Ränder der gedachten Wasserfläche des bepflanzten seeartigen Tals verschönern könnte. Fast zwanzig Jahre später führte er diesen Gedanken, wenn auch in anderer Art, beim Bau des Elbe-Trave-Kanals aus. Am 1. April 1897 hielt er einen Vortrag über Die Gartenanlagen am Elbe-Trave-Kanal.
Seine Tätigkeit erstreckte sich auch auf die Neuschaffung von Anlagen. So gestaltete Langenbuch 1889 den Lindenplatz mit seinem mittleren Blumenfeld neu. Die Anlage am Mühlenteich und dem Museum in der Form von 1907 schuf er in den Jahren 1888 bis 1892, zur 1895 in der Hansestadt stattfindenden Deutsch-Nordischen Handels- und Industrie-Ausstellung entwarf er die gärtnerischen Anlagen. Als einer von vier lübeckischen Preisrichtern nahm er vom 2. bis 6. Juli 1897 auf der Allgemeinen Gartenbau-Ausstellung in Hamburg teil. Seine bedeutendsten Werke sind die neu entstandenen Grünanlagen beim Bau des Elbe-Trave-Kanals aus den Jahren von 1897 bis 1900 und die Anlage des Stadtparks (12 ha) von 1898 bis 1902 in St. Gertrud.
Am 12. Januar 1901 wählte der Senat Langenbuch und andere zu Sachverständigen für die Abschätzung von bei Truppenübungen vorkommenden Forstschäden.

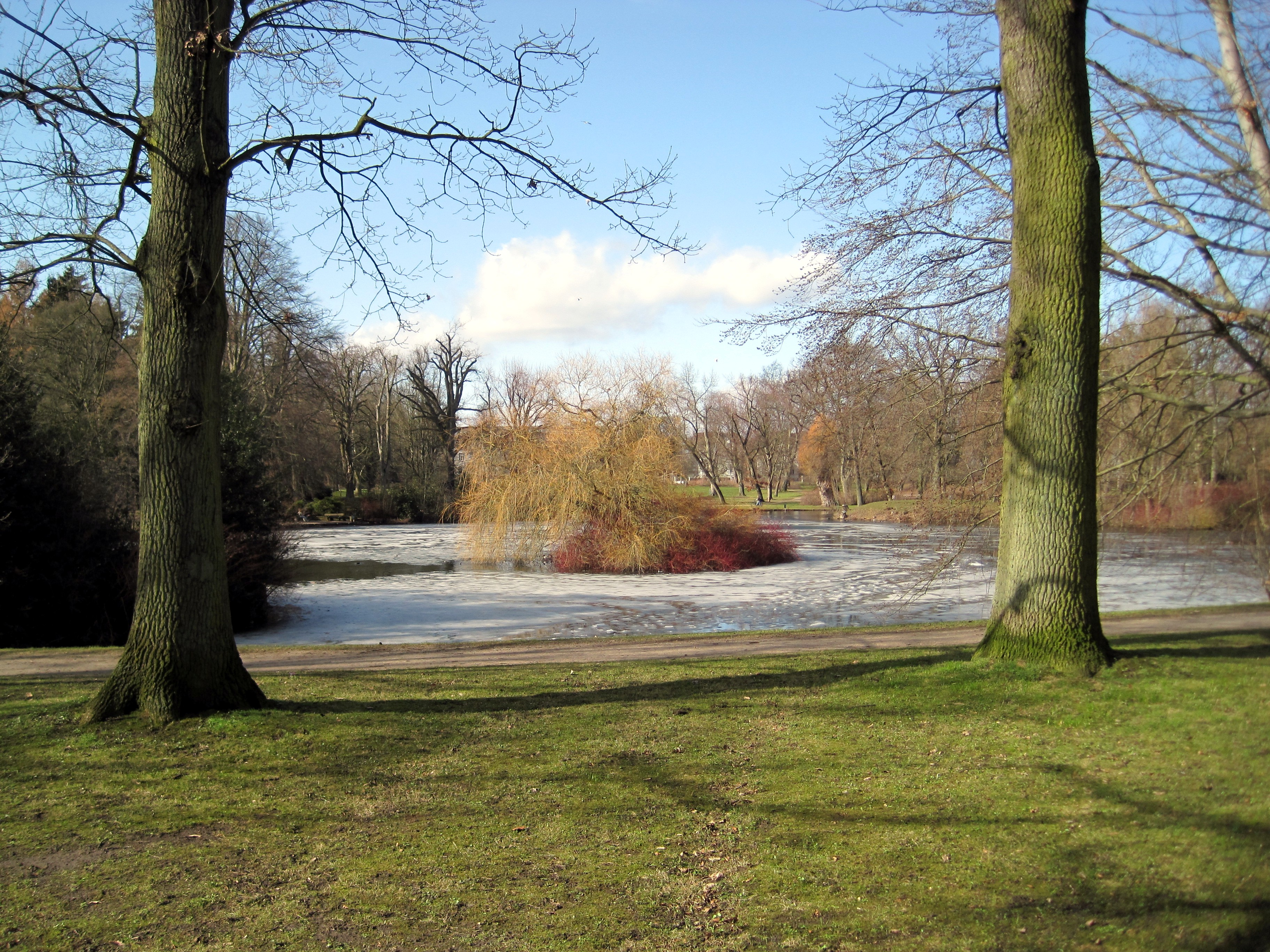
Stadtparkteich

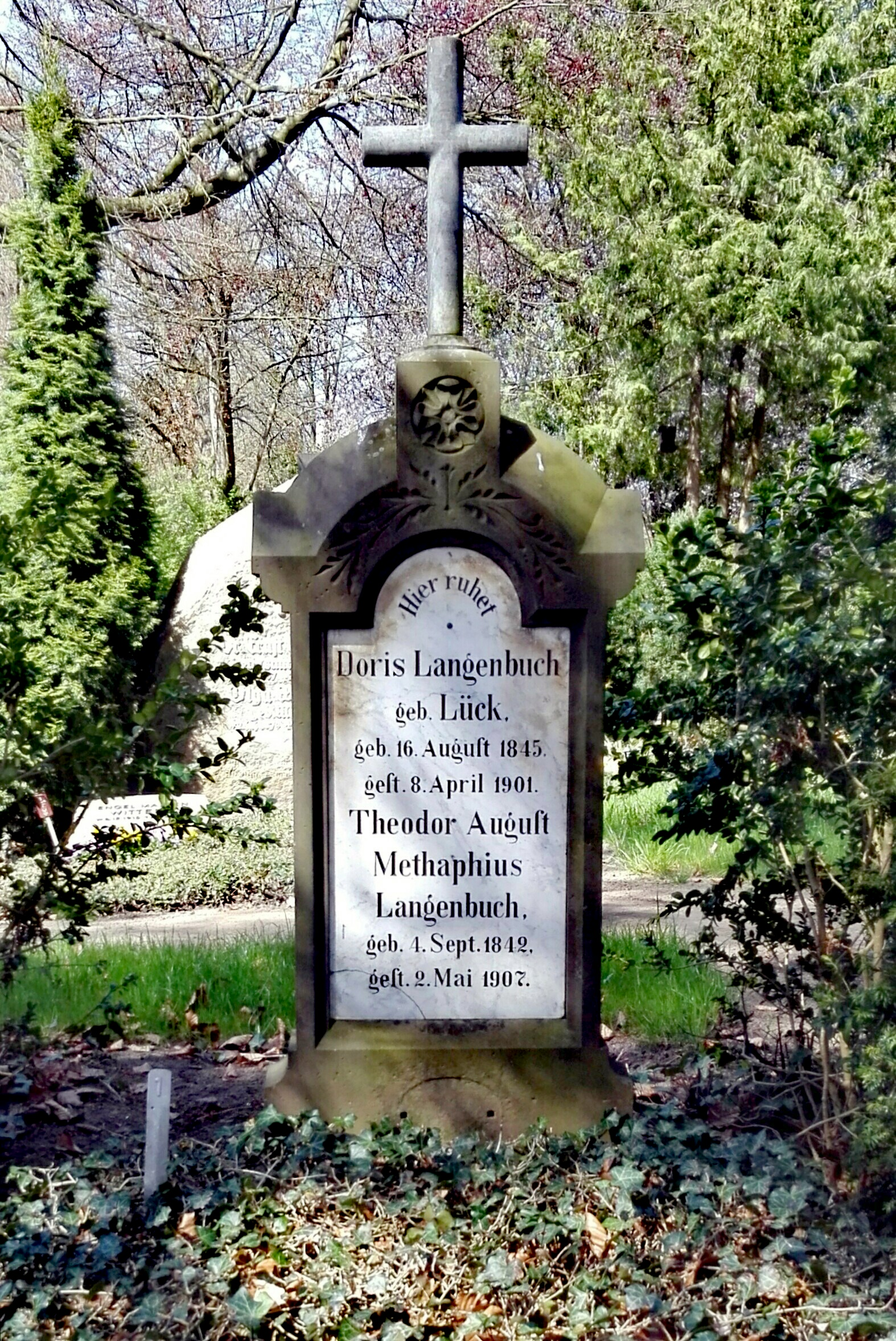
Grab auf dem Burgtorfriedhof

Langenbuch sagte: „Ich möchte so gerne einmal schauen, wie der Stadtpark nach fünfzig Jahren aussieht, aber das wird mir ja nie vergönnt sein“. Bis zu seinem Tod wurden die Anlagen am Mühlentor, bei denen er an Vorhandenes anknüpfen und damit in gewisser Weise schnell etwas Fertiges schaffen konnte, von den meisten mehr geschätzt als der Stadtpark. Als 1902 Teilnehmer des 9. Internationalen Schifffahrtskongresses in Düsseldorf für eine Besichtigung des Elbe-Trave-Kanals nach Lübeck kamen, urteilte einer der ausländischen Besucher: „Ich habe alle Achtung vor den technischen Leistungen, die hier bewältigt sind, aber das, was mir am meisten gefallen hat, das ist doch das gewesen, wie Sie sich mit Ihrem Kanal dem ganzen Gelände angepasst haben und wie das dann in der Landschaft weiter ausgebildet ist.“
Dass Lübeck nun mit seinen Parkanlagen einen großen Schatz besaß, war Langenbuchs Verdienst. Diese schlangen sich wie ein Gürtel um einen Teil der alten Stadt und stellten eine Verbindung zwischen der inneren Stadt und den Vorstädten her. Als Langenbuch nach zweijährigem schweren Herzleiden verstarb, ehrte ihn die Stadt auf Rats- und Bürgerbeschluss mit einem Denkmal in seinem Park. Die Einweihung fand im April 1909 statt.

### Familie
Auch sein Sohn August Langenbuch durchlief die Laufbahn eines Gartenbauingenieurs, mit ihm stand die zweite Generationen der Familie Langenbuch im Dienst Lübecks, er schuf u. a. den Vorwerker Friedhof.

## Werke
- Lindenplatz (1884)
- St.-Jürgen-Friedhof (1892)
- Jerusalemsberg (1896)